# 앰뷸런스 (2022년 영화)
《앰뷸런스》(영어: Ambulance)는 2022년 개봉한 미국의 액션 스릴러 영화이다. 마이클 베이가 감독을 맡았으며, 2005년 덴마크의 동명 영화를 리메이크한 작품이다.

## 줄거리
아프가니스탄 참전 용사인 윌 샤프는 아내의 수술비를 마련하기 위해 범죄자인 양아들 대니에게 도움을 요청한다. 대니는 3200만 달러 은행 강도 계획에 윌을 끌어들이고, 윌은 마지못해 동참한다. 강도 계획은 순조롭게 진행되는 듯했으나 은행을 찾은 경찰관 잭이 인질로 잡히면서 상황은 급변한다. 총격전이 벌어지고 대부분의 강도단은 사살되거나 체포되지만 윌과 대니는 경찰을 피해 도주한다. 도망치던 중 그들은 부상당한 잭을 치료 중이던 응급구조사 캠 톰슨과 함께 구급차를 납치한다.
경찰은 헬기를 동원해 구급차를 추격하고, 캠은 부상당한 잭을 살리기 위해 윌에게 수혈을 요구하며 대니에게는 제세동기를 사용하도록 설득한다. 대니는 경찰의 추격을 따돌리기 위해 아버지의 친구인 범죄자 파피에게 도움을 요청한다. 캠이 대니의 총격을 막으려 하자 대니는 캠을 구급차에서 던져버리겠다고 위협한다. FBI 요원 앤슨 클락이 사건에 합류하고, 캠은 윌의 도움을 받아 잭의 수술을 시작한다. 경험 부족과 위장 파열에도 불구하고 수술은 성공적으로 끝난다. 경찰은 캠의 생명을 고려하지 않고 저격수를 배치하지만, 클락이 캠에게 위험을 알리면서 캠은 윌과 대니에게 저격수의 존재를 알린다.
대니는 캠을 쏘려고 하지만 윌이 막아서면서 형제간에 다툼이 벌어진다. 이후 이들은 음악을 들으며 잠시나마 긴장을 풀지만, 헬기는 계속해서 추격해오고 대니는 경찰을 향해 총을 쏜다. 파피의 지시에 따라 그의 아들 로베르토는 폭탄이 장착된 구급차를 경찰 쪽으로 몰고 기관총을 난사하며 혼란을 야기한다. 이 과정에서 경찰관 마크가 로베르토를 사살하자 파피는 분노한다. 윌과 대니는 파피의 은신처로 피신하지만, 파피가 잭과 캠을 넘기라고 요구하자 윌은 이를 거부하고 대니와 함께 파피 일당을 공격한다. 혼란스러운 상황 속에서 캠이 잭의 총으로 윌을 실수로 쏘게 된다.
대니는 병원으로 향하지만, 윌을 쏜 사람이 캠이라는 사실을 알고 분노하여 캠을 살해하겠다고 위협한다. 결국 윌은 대니를 총으로 쏘고 대니는 죽음을 맞이한다. 경찰은 중상을 입은 윌을 체포하고, 캠은 몰래 아내 수술비를 전달한다. 잭은 경찰 조사에서 윌이 자신의 생명을 구했다고 진술한다.

## 출연진
- 제이크 질런홀 - 대니 샤프 역
- 야히아 압둘마틴 2세 - 윌리엄 샤프 역
- 에이사 곤살레스 - 캠 손턴 역
- 개릿 딜라헌트 - 먼로 역
- 키어 오도널 - 앤슨 클라크 역
- 잭슨 화이트 - 잭 역
- 올리비아 스탬불리아 - 다즈기그 역
- 모지스 잉그럼 - 에이미 샤프 역
- 콜린 우델 - 스콧 역
- 세드릭 샌더스 - 마크 역
- 에이 마르티네즈 - 파피 역
- 제시 가시아 - 로베르토 역
- 호세 파블로 칸틸로 - 헤수스 역
- 왈레 폴라린 - 카스트로 역
- 데번 챈들러 롱 - 멜 깁슨 역
- 란다조 마크 - 란다조 역
- 빅터 고이차이 - 빅터 역
- 브리엘라 귀자 - 린지 역
- 브렌던 밀러 - 트렌트 역